# إنديانابوليس 500 سنة 1931
سباق إنديانا بوليس -500 ميل 1931 أقيم في حلبة إنديانابوليس موتور سبيدواي في 30 مايو 1931 وفاز في السباق لويس شنايدر من فريق بي إل شنايدر بمتوسط سرعة 96.629 ميل/س (155.509 كم/س).
وكان أول المنطلقين روس سنو بيرغر بسرعة 112.796 ميل/س (181.528 كم/س).